# Comuna Ilva Mică, Bistrița-Năsăud
Ilva Mică (în maghiară: Kisilva, în germană: Kleinilwa) este o comună în județul Bistrița-Năsăud, Transilvania, România, formată numai din satul de reședință cu același nume.

## Demografie
Componența etnică a comunei Ilva Mică
     Români (95,73%)
     Alte etnii (0,22%)
     Necunoscută (4,05%)
Componența confesională a comunei Ilva Mică
     Ortodocși (83,22%)
     Penticostali (10,21%)
     Greco-catolici (1,07%)
     Alte religii (1,39%)
     Necunoscută (4,11%)
Conform recensământului efectuat în 2021, populația comunei Ilva Mică se ridică la 3.164 de locuitori, în scădere față de recensământul anterior din 2011, când fuseseră înregistrați 3.264 de locuitori. Majoritatea locuitorilor sunt români (95,73%), iar pentru 4,05% nu se cunoaște apartenența etnică. Din punct de vedere confesional, majoritatea locuitorilor sunt ortodocși (83,22%), cu minorități de penticostali (10,21%) și greco-catolici (1,07%), iar pentru 4,11% nu se cunoaște apartenența confesională.

## Politică și administrație
Comuna Ilva Mică este administrată de un primar și un consiliu local compus din 13 consilieri. Primarul, Aurel Horea[*], de la Partidul Social Democrat, este în funcție din 2004. Începând cu alegerile locale din 2024, consiliul local are următoarea componență pe partide politice:
|  | Partid                    | Consilieri | Componența Consiliului | Componența Consiliului | Componența Consiliului | Componența Consiliului | Componența Consiliului | Componența Consiliului | Componența Consiliului | Componența Consiliului | Componența Consiliului | Componența Consiliului | Componența Consiliului |
|  | ------------------------- | ---------- | ---------------------- | ---------------------- | ---------------------- | ---------------------- | ---------------------- | ---------------------- | ---------------------- | ---------------------- | ---------------------- | ---------------------- | ---------------------- |
|  | Partidul Social Democrat  | 11         |                        |                        |                        |                        |                        |                        |                        |                        |                        |                        |                        |
|  | Partidul Național Liberal | 1          |                        |                        |                        |                        |                        |                        |                        |                        |                        |                        |                        |
|  | Uniunea Salvați România   | 1          |                        |                        |                        |                        |                        |                        |                        |                        |                        |                        |                        |

## Atracții turistice
- Parcul Național "Munții Rodnei"
- Munții Bârgăului